# Jeanette Gustafsdotter
Jeanette Gustafsdotter (ur. 24 grudnia 1965 w Göteborgu) – szwedzka polityk, prawniczka i dziennikarka, od 2021 do 2022 minister kultury.

## Życiorys
Ukończyła studia prawnicze na Uniwersytecie w Uppsali i dziennikarstwa na Mittuniversitetet. Pracowała jako dziennikarka w TV4 i Sveriges Television. Zajęła się prowadzeniem zajęć na z zakresu dziennikarstwa m.in. na Uniwersytecie Linneusza. Pełniła funkcję dyrektora generalnego Tidningsutgivarna, organizacji zrzeszającej szwedzkie firmy działające na rynku medialnym. Podjęła praktykę jako prawniczka, zajmując się własnością intelektualną i branżą medialną. Od 2019 do 2021 zajmowała stanowisko sekretarza generalnego zrzeszenia szwedzkich muzeów Sveriges Museer.
W listopadzie 2021 z rekomendacji Szwedzkiej Socjaldemokratycznej Partii Robotniczej w nowo powołanym rządzie Magdaleny Andersson objęła urząd ministra kultury. Zakończyła urzędowanie w październiku 2022.